# Anna Zofia Sapieżanka

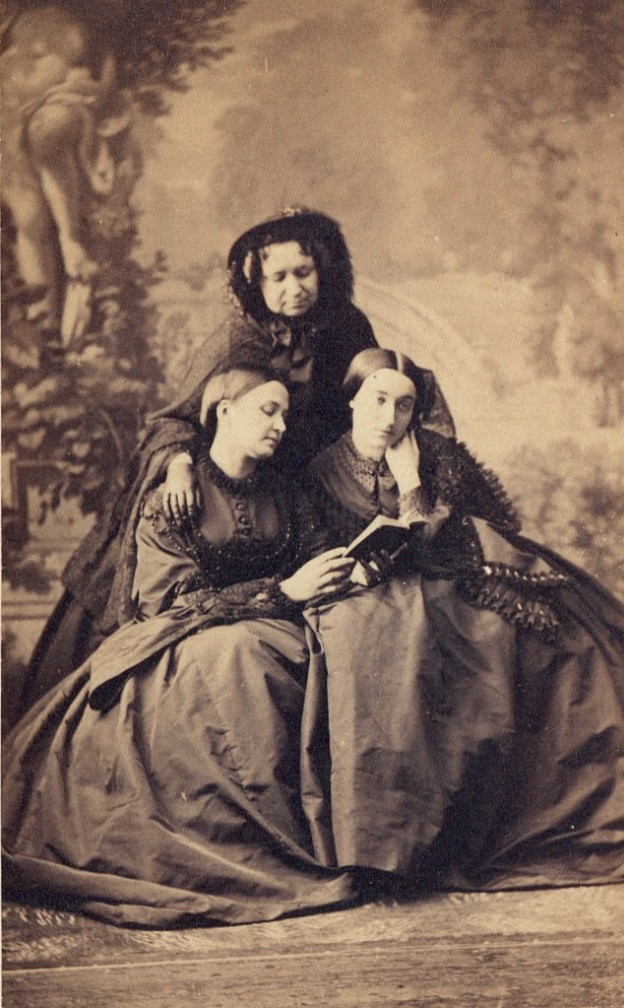
Księżna Anna Zofia z córką Izabellą i synową Marią z Grocholskich

Anna Zofia z ksiażąt Sapiehów księżna Czartoryska (ur. 17 października 1799 w Saint-Germain-en-Laye, zm. w 24 grudnia 1864 w Montpellier) – polska działaczka społeczna i filantropka.

## Życiorys
Córka Aleksandra Antoniego Sapiehy i Anny z Zamoyskich. Dzieciństwo i młodość spędziła w Teofipolu, Radzyniu, Paryżu i Wilnie, wychowywana wyłącznie przez matkę.
29 września 1817 wyszła w Radzyniu za mąż za Adama Jerzego Czartoryskiego. Mieli czwórkę dzieci: Witolda (6 czerwca 1824 – 14 listopada 1865), Leona (zmarł w wieku 3 lat), Władysława (3 lipca 1828 – 23 czerwca 1894) i Izabellę Elżbietę (14 grudnia 1830 – 18 marca 1899).
Na emigracji we Francji w środowisku Hotelu Lambert zajmowała się działalnością społeczną. W 1834 r. powołała do życia Towarzystwo Dobroczynności Dam Polskich, na którego czele stała aż do śmierci. Organizowała liczne imprezy dobroczynne. Kierowała Instytutem Panien Polskich. W 1846 r. otworzyła przytułek Dom św. Kazimierza.
Zmarła 24 XII 1864 r. w Montpellier, a pochowana została w Sieniawie.
Jeden ze swoich utworów, „Rondo á la Krakowiak F-dur, op. 14” zadedykował jej Fryderyk Chopin.